# 巣穴

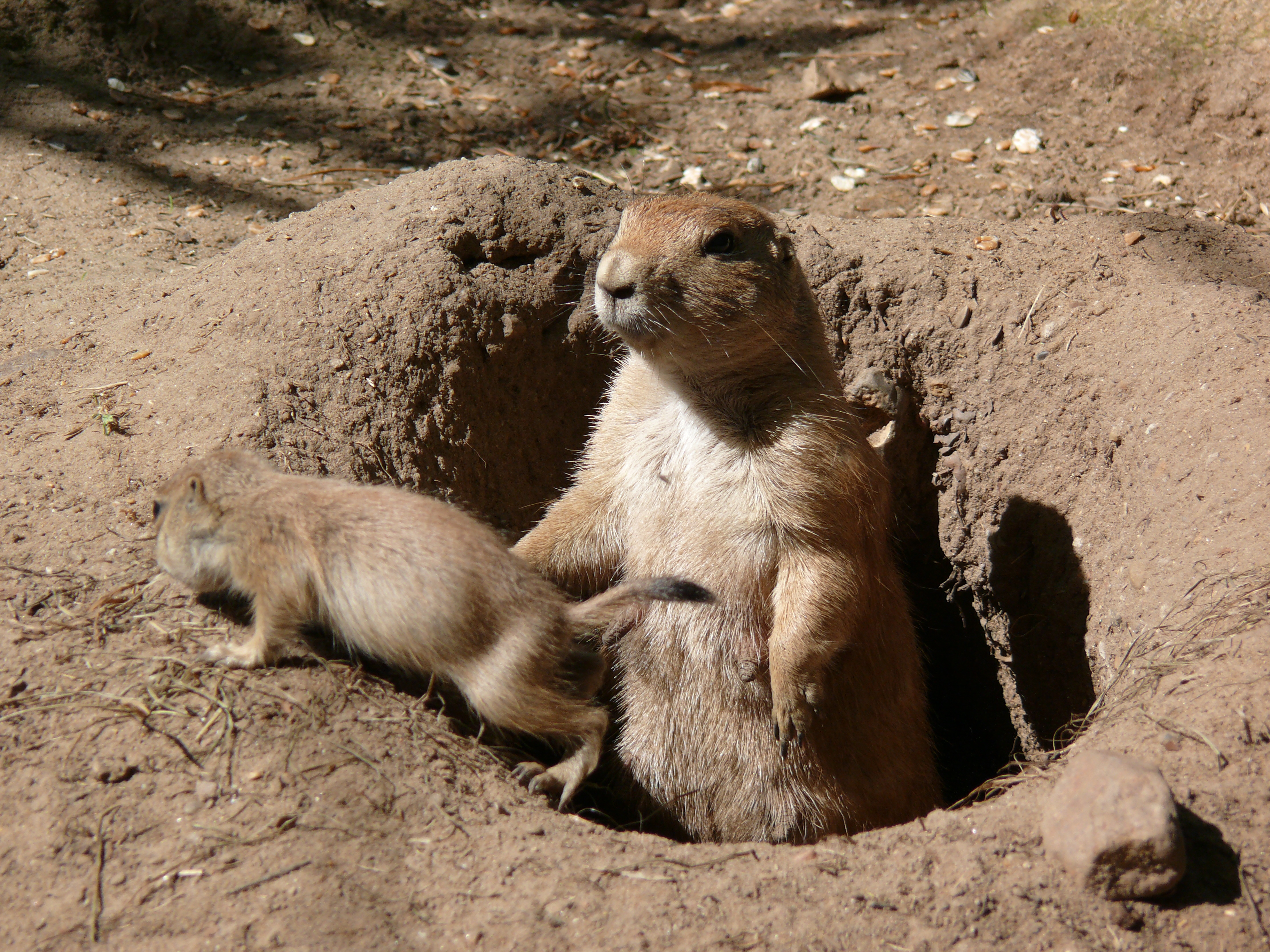
巣穴から現われたオグロプレーリードッグの親子

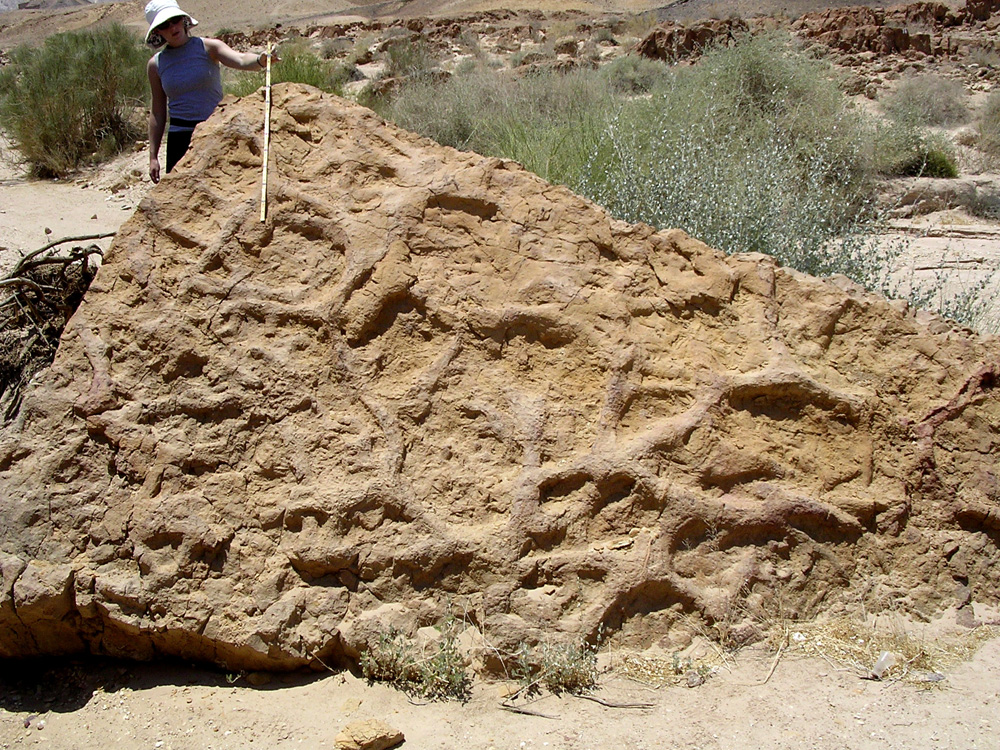
イスラエル南部にあるジュラ紀の石灰岩に残された甲殻類の巣穴

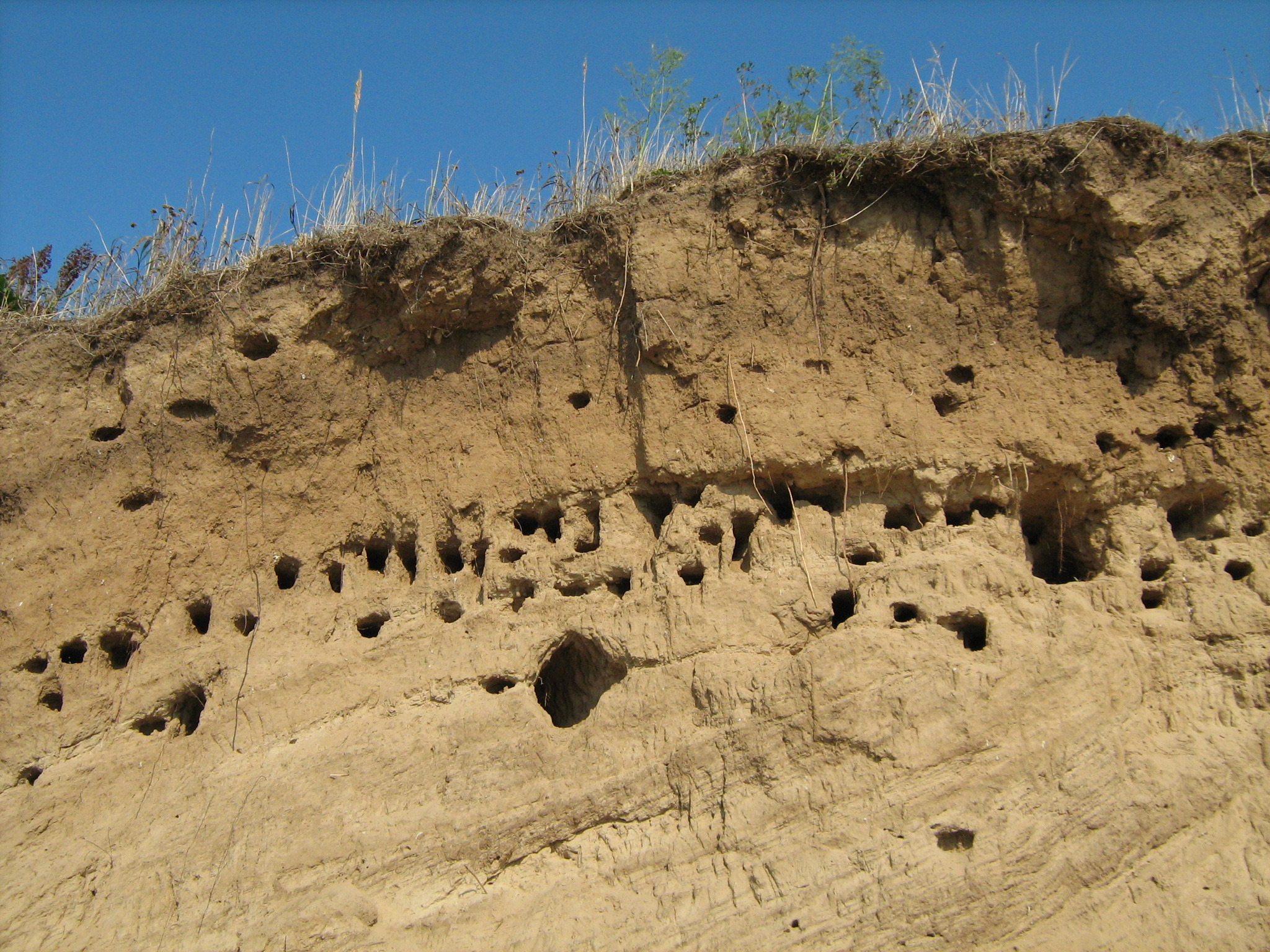
ロシア、クストヴォ近郊のヴォルガ川の岸辺に作られた鳥の巣穴

巣穴（すあな、そうけつ）は動物が居住に適した空間や一時的な避難所とするため、あるいは移動の副産物として地中に作る穴もしくはトンネルである。巣穴は捕食や風雨からの避難場所となるため、成果の中で穴を掘る動物は非常に多い。また一般的にある種の生痕化石として保存される。
巣穴を掘って住む動物を穴居性動物という。同じ巣穴に住む同居する動物を住み込み共生生物という。

## 例
巣穴を作る動物の例としては多数の哺乳類、両生類、魚類（ネズッポ科、肺魚）、爬虫類、鳥類（小型の恐竜を含む）などの他昆虫、クモ、ウニ、甲殻類、二枚貝、蠕虫など多数の無脊椎動物も含まれる。
各動物が構築、使用する巣穴の基材は非常に多様である。この中で哺乳類はおそらく最もよく知られ、特に食虫目のモグラ、ホリネズミやウッドチャックといったげっ歯類が特に有名である。ウサギ科の種はよく知られた掘穴動物である。1個体のウッドチャックの巣穴を形成するのに20 kgの泥が排出されるとの推定がある。ミーアキャットのような食肉類や有袋類も巣穴を作る。おそらく最大の掘穴動物はホッキョクグマであり、雪もしくは地面に産室巣穴を作る。
鳥類の巣穴は軟らかい土壌に作られることが多い。ある種のペンギンや他の漂泳性の海鳥でこういった巣穴がよく見られる。マゼランペンギンはこのような巣穴をつくる鳥の一例であり、チリからアルゼンチンにかけてのパタゴニア地域で海岸沿いに巣穴を作る 。他の掘穴性鳥類としてはツノドリ類、カワセミ類、ハチクイ類がいる。
巣穴は多種多様な基材で作られる。カンガルーマウスは細かい砂に巣穴を作る。疥癬の原因となるヒゼンダニは感染した動物や人間の皮膚に巣穴を作る。シロアリは樹木に巣穴を作る。ある種のウニや二枚貝は岩石の中に巣穴を作ることが出来る。数センチメートルの単純な筒状から、ウサギのもののように内部で相互に連絡した複雑なトンネルや房を持ち全体で長さ数百から数千メートルにおよぶものまで存在する。

## 参照
1. ↑  “希少な海の幼生：地球上で最大の生息域”. natgeo.nikkeibp.co.jp. 2024年11月21日閲覧。
2. ↑  “海底の死サンゴ礫の中で共に暮らす―ボネリムシに共生する新種の二枚貝とヨコエビを発見”. 京都大学 (2023年10月13日). 2024年4月9日閲覧。
3. ↑  Dubiel, Russel; Blodgett, Robert H; Bown, Thomas M (May 1987). “Lungfish Burrows in the Upper Triassic Chinle and Dolores Formations , Colorado Plateau”. Journal of Sedimentary Petrology 57:  512–521.
4. ↑  Varricchio, David J.; Martin, Anthony J.; and Katsura, Yoshihiro (2007). “First trace and body fossil evidence of a burrowing, denning dinosaur”. Proceedings of the Royal Society B: Biological Sciences 274 (1616):  1361–1368. doi:10.1098/rspb.2006.0443. PMC 2176205. PMID 17374596 2007年3月22日閲覧。.
5. ↑  C. Michael Hogan, (2008) Magellanic penguin, Globaltwitcher.com, ed. Nicklas Stromberg